# Blizne (gmina)
Blizne (od 1952 Babice Stare) – dawna gmina wiejska istniejąca w latach 1867–1952 w Warszawskiem. Siedzibą władz gminy było początkowo Blizne, za II RP Babice, a po wojnie Jelonki (obecnie osiedle w Warszawie).

## Historia
Gmina Blizne powstała 13 stycznia 1867 roku w związku z reformą gminną w Królestwie Polskim. Należała do powiatu warszawskiego w guberni warszawskiej.
W okresie międzywojennym gmina Blizne należała do powiatu warszawskiego w woj. warszawskim.
1 kwietnia 1930 z części obszaru gminy Blizne (Gołąbki) utworzono nową gminę Piastów.
1 stycznia 1936 do gminy Blizne włączono gromadę Osiedle Łączności z gminy Młociny w tymże powiecie. 7 marca 1938 w gminie Blizne utworzono gromadę Jelonki.
25 marca 1938 w gminie Blizne utworzono gromadę Jelonki: 
- z gromady Chrzanów: folwark Jelonki i część gruntów wsi Macierzysz (rozparcelowanych z majątku Jelonki);
- z gromady Odolany: nowo powstałą miejscowość Miasto Ogród Jelonki[9].

Po wojnie gmina zachowała przynależność administracyjną.
15 maja 1951 z gminy Blizne przyłączono do Warszawy gromady Chrzanów, Groty, Groty Kolonia, Miasto Ogród Jelonek i Odolany oraz części gromad Bemowo (Boernerowo) i Macierzysz. Zniesioną gromadę Mory włączono do gromady Jawczyce w gminie Blizne, natomiast mniejszą część gromady Boernerowo włączono do  gromady Babice Stare w gminie Blizne.
1 lipca 1952 do gminy Blizne dołączono gromady Koczargi Nowe i Zielonki z gminy Ożarów, po czym gmina Blizne została zniesiona: siedzibę gminy przeniesiono z Bliznego do Babic Starych i przemianowano jednostkę na gminę Babice Stare. W dniu powołania gmina Babice Stare była podzielona na 12 gromad. Równocześnie ze znoszonej gminy Blizne wyłączono gromady Macierzysz, Piotrkówek Wielki, Bronisze i Jawczyce włączając je do gminy Ożarów, a także gromadę Klaudyn, która weszła w skład nowej gminy Izabelin. Ponadto, bliźnieńskie gromady Gołąbki i Grabkowo weszły w skład nowo utworzonego miasta Czechowice (później Ursus, obecnie dzielnica Warszawy).